# Calyptorhynchus baudinii
Calyptorhynchus baudinii е вид птица от семейство Какадута (Cacatuidae). Видът е застрашен от изчезване.

## Разпространение
Видът е разпространен в Австралия.